# Real (Castelo de Paiva)
Real é uma freguesia portuguesa do município de Castelo de Paiva, com 33,11 km² de área e 1194 habitantes (censo de 2021). A sua densidade populacional é 36,1 hab./km².
Fica a 5 km do centro da vila de Castelo de Paiva.
O seu ponto mais alto é o Monte de Santo Adrião.

## História
As citações desta freguesia remontam aos alvores da formação da nacionalidade, aparecendo com a designação de Villa Rial. Vários autores correlacionam este nome como representativo do poder régio nas terras que compunham esta freguesia. Sabe-se, porém, que inicialmente estas terras eram senhoriais e não reais. Só nas inquirições de 1258 é que surge uma nova corrente que pretende relacionar o topónimo Rial com um conjunto de nascentes que formariam um pequeno ribeiro, hoje transformado no rio Sardoura que atravessa a freguesia, com a nascente próxima do lugar do Seixo desta freguesia.
Nos meados do século XI eram grandes senhores em Villa Rial e em seus lugares, três homens de nome Formosinho, a saber Formosinho Fernandes, Formosinho, o presbítero e Formosinho Romarigues.
Administrativamente, já no século XVIII, esta freguesia estava sujeita à Casa de Bragança, tal como todo o concelho em geral. A casa de audiências da câmara e a cadeia situavam-se em área desta freguesia, no lugar de Nojões, onde outrora, (até aos anos 40), se realizava uma feira com alguma grandeza.
Um dos documentos mais antigos desta freguesia data de 1902 e diz respeito aos direitos do Mosteiro de Arouca sobre a igreja desta vila dedicada a São Miguel.

## Geografia
Real situa-se entre montes e vales, e algumas partes do território em planície, sendo o ponto mais elevado o Monte de Santo Adrião, com cerca de 640 metros de altitude, servindo de partilha desta freguesia com o concelho de Arouca. Fala-se que foi fortificado, porque aí perto encontra-se uma povoação com o nome de Castro, que alude precisamente ao castro localizado no alto desse monte.

## Demografia
A população registada nos censos foi:
| Distribuição da População por Grupos Etários | Distribuição da População por Grupos Etários | Distribuição da População por Grupos Etários | Distribuição da População por Grupos Etários | Distribuição da População por Grupos Etários |
| -------------------------------------------- | -------------------------------------------- | -------------------------------------------- | -------------------------------------------- | -------------------------------------------- |
| Ano                                          | 0-14 Anos                                    | 15-24 Anos                                   | 25-64 Anos                                   | > 65 Anos                                    |
| 2001                                         | 258                                          | 233                                          | 672                                          | 208                                          |
| 2011                                         | 195                                          | 160                                          | 746                                          | 199                                          |
| 2021                                         | 150                                          | 133                                          | 675                                          | 236                                          |

## Património
- Igreja de Santa Marinha ou Igreja Paroquial de Real
- Capelas de Santo Adrião e de Santa Cristina
- Cruzeiro
- Residência paroquial
- Vestígios castrejos
- Solar de Nojões
- Barragem do Seixo
- Trecho do rio Sardoura
- Cruz de Ancia
- Mina do Monte dos Cubos
- Mamoas da Chandreia e da Cruz
- Menir de Antela
- Castro dos Calhaus Altos
- Necrópole de incineração de Real
- Túmulo em casa particular no lugar de Quintã
- Pia baptismal em casa particular no lugar de Casal